# Paradiso - Canto decimo

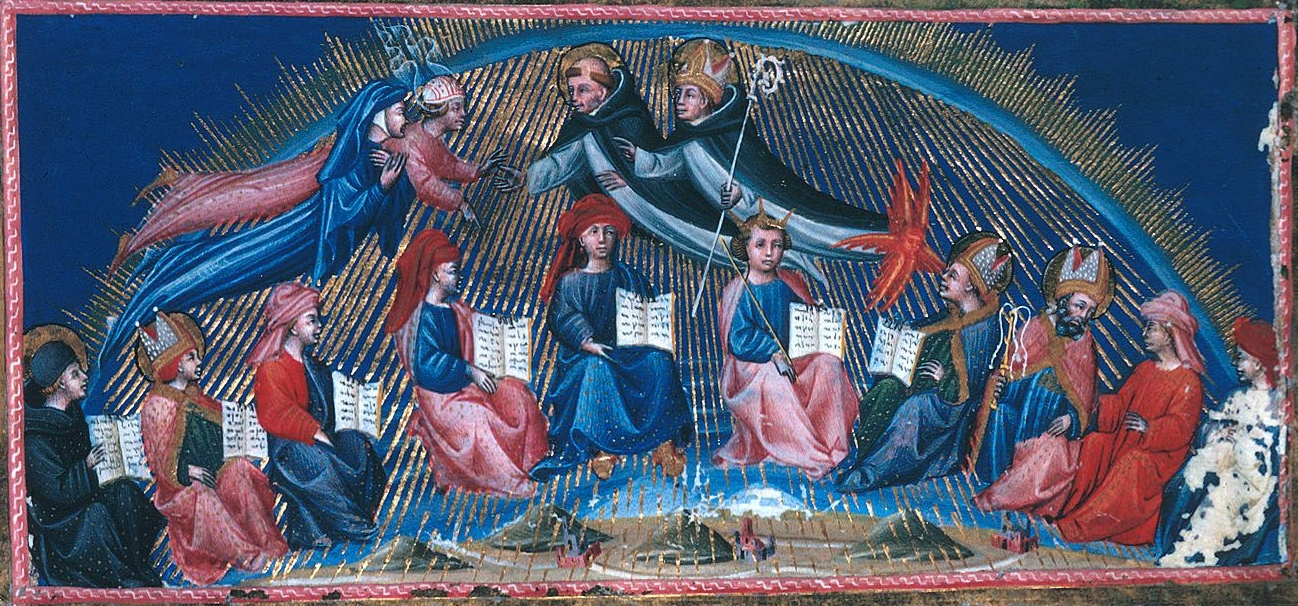
Canto X, miniatura del codice alla British Library, Londra

Il canto decimo del Paradiso di Dante Alighieri si svolge nel cielo del Sole, ove risiedono gli spiriti sapienti; siamo alla sera del 13 aprile 1300, o secondo altri commentatori del 30 marzo 1300.

## Incipit
(Anonimo commentatore dantesco del XIV secolo)

## Temi e contenuti

### L'ordine del mondo - versi 1-27
Chi contempla l'ordine del firmamento voluto dalla Trinità divina, che regola cieli ed astri mediante le Intelligenze angeliche, non può non pregustare l'immagine del Creatore e della perfezione. Dante si rivolge al lettore, invitandolo a levare con lui lo sguardo verso le sfere celesti per ammirare l'arte del divino artefice. In quel punto (al momento dell'equinozio di primavera) si incontrano l'equatore celeste e il piano dell'eclittica con le costellazioni dello Zodiaco. L'inclinazione dell'eclittica consente che gli influssi celesti si esercitino sulla Terra attivandone le potenzialità. Se l'inclinazione rispetto all'equatore celeste fosse maggiore o minore, il mondo sarebbe difettoso. L'apostrofe si conclude con l'esortazione a riflettere bene e a procedere da solo sulla strada preparata dal poeta, il quale ora è completamente immerso nell'alta materia del suo racconto.

### Il cielo del Sole - vv. 28-63

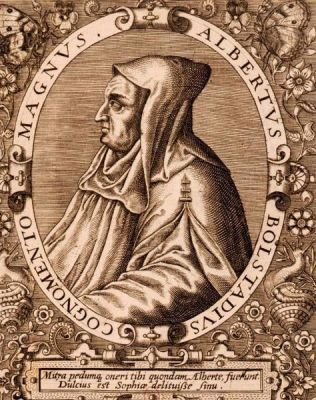
Ritratto di Alberto Magno

Il Sole, congiunto col punto equinoziale, accoglie nel proprio cielo Dante, il quale non si accorge del salire se non quando esso è già compiuto. Beatrice infatti lo guida così velocemente da un cielo all'altro, che l'azione si svolge in un istante.
Nella luminosità del cielo del Sole spiccano, ancora più lucenti, le anime. Il loro fulgore è indescrivibile, benché il poeta chiami in aiuto tutte le sue facoltà. Del resto non è mai esistito uno sguardo che potesse vedere una luce più intensa di quella del sole. I beati di questo quarto cielo (dal quale ricevettero la disposizione alla sapienza) sono perennemente saziati nel loro desiderio di conoscenza da Dio che svela loro il mistero della Trinità.
Dante si affida a Dio con piena gratitudine ed amore, su invito di Beatrice, che ne gioisce intensamente.

### La corona degli spiriti sapienti - vv. 64-81
Dante e Beatrice vengono circondati da una corona di anime splendenti, come l'alone che talvolta circonda la luna. Esse cantano con una dolcezza indescrivibile e contemporaneamente danzano, disegnando lentamente tre giri, finché si fermano, simili a donne che attendono le nuove note della ballata per riprendere la danza.

### Tommaso d'Aquino e i sapienti della prima corona - vv. 82-148
Un'anima si rivolge a Dante affermando che non soddisfare il desiderio del pellegrino, che ha dalla Grazia divina il dono di percorrere i cieli sarebbe impossibile, in quanto contrario alla natura caritatevole dei beati. Si dichiara appartenente all'ordine dei Domenicani, come il suo vicino di destra, che è Alberto di Colonia, e si presenta: è Tommaso d'Aquino. Indica poi via via tutti i sapienti che fanno parte della stessa corona: Graziano, Pietro Lombardo, Salomone, non nominato ma indicato con una perifrasi elogiativa che verrà ripresa nel canto XIII. Seguono Dionigi l'Areopagita, Paolo Orosio e, introdotto da un'altra perifrasi, Severino Boezio. Poi, Isidoro di Siviglia, Beda, Riccardo di San Vittore. L'ultimo del cerchio, accanto a Tommaso, è Sigieri di Brabante (che ebbe forti contrasti teologici con Tommaso stesso).

Poi, come un orologio che con i suoi meccanismi suona l'ora del mattutino, la ruota dei beati si rimette in movimento cantando con dolcezza ineffabile.

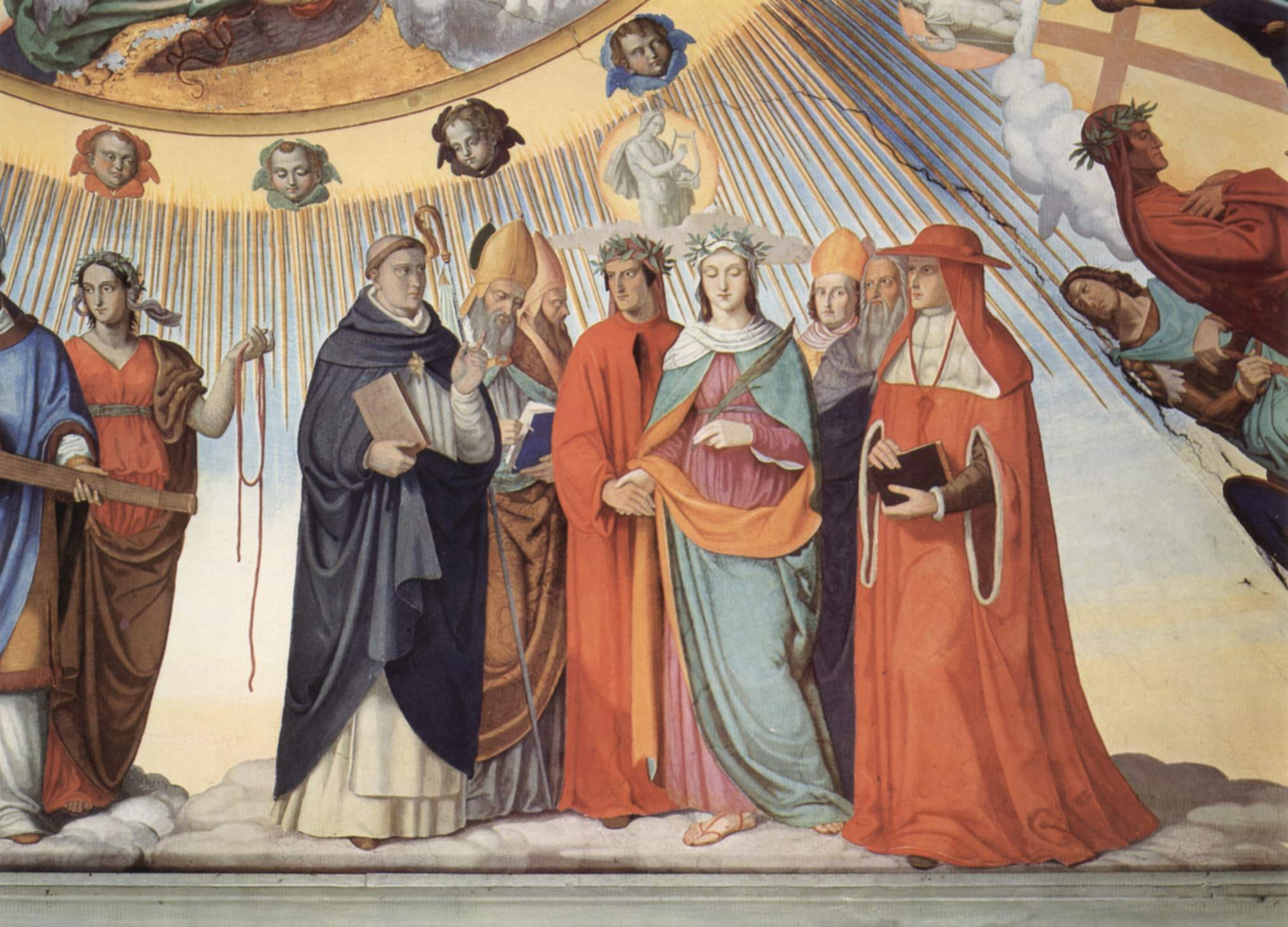
Dante incontra San Tommaso d'Aquino, Alberto Magno, Pietro Lombardo e altri, affresco di Philipp Veit

## Analisi
L'ampia introduzione, completata da un'intensa apostrofe al lettore, sottolinea il passaggio dai primi tre cieli, la cui influenza può, se male interpretata, dare origine a comportamenti non buoni, al cielo del Sole, la cui influenza, come quella dei cieli successivi, è esclusivamente positiva e si manifesta come desiderio di sapienza. Come se i precedenti cieli costituissero un anti-Paradiso e il Paradiso cominciasse dal X Canto, dominato dalla perfezione e dalla luce assoluta. A questo tema è intonato lo sviluppo di tutto il canto, di registro costantemente alto e intessuto di elementi dottrinali.

Le prime due terzine sono di marcata impronta teologica; segue un'elaborata descrizione cosmologica collegata con il tema dell'influsso astrale. La meraviglia di Dante per la luce indicibile che lo accoglie, e la gratitudine devota a Dio, sono tanto grandi che Beatrice viene momentaneamente "eclissata" nell'"oblio" (v.60). Si apre una nuova descrizione, centrata sui beati che danzando e cantando in modo ineffabile circondano Dante e Beatrice. Solo a questo punto, cioè oltre la metà del canto (v. 82) si ode la voce di un beato, il quale dopo un dotto preambolo presenta se stesso, poi via via gli altri undici sapienti che costituiscono la corona. Sono insigni rappresentanti del pensiero giuridico, filosofico e teologico, in buona parte appartenenti ai secoli XII e XIII. Non mancano però pensatori dell'Alto Medioevo e, unico esponente del mondo pre-cristiano, Salomone. L'altezza della sua sapienza è evocata dalla frase "a veder tanto non surse 'l secondo" (v.114), che fornirà l'occasione per un'estesa spiegazione da parte dello stesso Tommaso nel canto XIII. Si nota infatti come Tommaso sia la voce centrale anche nel canto XI, nel quale svolge l'elogio di Francesco d'Assisi e nel XIII, dove sviluppa un ragionamento esemplare del suo sapere teologico.
Nel canto X Dante, con le parole di Tommaso, delinea un quadro della cultura medioevale alla quale egli è debitore per la sua dottrina e concezione del mondo; esso culmina nell'immagine di ritrovata concordia fra Tommaso e il suo avversario Sigieri: l'uno accanto all'altro, illuminati dalla stessa luce eterna. La luce è infatti elemento dominante, non solo, come è ovvio, nella descrizione del cielo, ma anche nel riferimento ai singoli beati (vv. 103, 109, 115, 118, 122, 130, 134, 136).
La similitudine conclusiva, sottolineata da onomatopea ed allitterazione (v. 143) propone in forma analogica l'armonia tra voci diverse che concorrono ad uno stesso obiettivo ideale, ossia la verità.